# فرانسواز ايلونغ
فرانسواز ايلونغ (مواليد 8 فبراير 1988 في دوالا العاصمة الاقتصادية للكامرون) هي كاتبة سيناريو ومخرجة أفلام كاميرونية.

## مسيرتها
انتقلت ايلونغ في سن الحادية عشرة إلى بلدية برونوي الفرنسية لتعيش مع عمها، حيث بدأت تألف أولى قصصها. في عام 2002، شاركت ايلونغ في مسابقة للكتاب الشباب الناطقين بالفرنسية. ونتيجة للمسابقة طورت ملامح اهتمام بكتابة السيناريو.
في عام 2006، صدر أول فيلم قصير لها بعنوان «شركاء السكن»، تلاها عدة أفلام قصيرة. فيما أخرجت أول فيلم روائي طويل لها بعنوان «واكا» حصل على جائزة لجنة التحكيم الخاصة في مهرجان السينما الإفريقية بخريبكة المغربية، بالإضافة إلى جائزة ديكالو في مهرجان كان الإفريقي. كما تم عرضه ضمن فعاليات مهرجان الشاشات السوداء.
في عام 2008، نشرت ايلونغ رواية «يوميات قاتل».
في عام 2020، أصدرت فيلمها الروائي الطويل الثاني بعنوان «مدفون» الذي تم تصويره في قرية نكاسومو والذي تدور أحداثه حول التقاء أصدقاء الطفولة وسط لعبة تكشفت الأسرار. وقد كان الفيلم مستوحى من تقرير إخباري شاهدته على التلفزيون.
في عام 2016 ، أطلقت مدونة «الفيلم الكاميروني».
في عام 2020، دعت إلى مقاطعة مخيم التمثيل التابع لمواطنها المخرج تييري نتماك بعد تصريحه بأن 10 في المئة من الممقليتن الكاميرونيين كانوا جيدين.

## أعمالها
- 2020 : «مدفون» فيلم روائي
- 2014 : «واكا» أول فيلم روائي طويل
- 2012 : «إلعب معي»
- 2011 : «عندما اختفت سكينة»
- 2011 : «الآن وهم»
- 2011 : «في المدى القريب»
- 2010: «نك» "Nek"
- 2009: «المرأة الكبيرة لا تبكي» - "Big woman don't cry"
- 2008: «مزيرية» - "MISERIA"
- 2007: «أبي» - "Dade"
- 2006: «شركاء السكن» - "Les Colocs"

## مؤلفات
- 2008 : رواية «يوميات قاتل»

## الجوائز والترشيحات
- 2009 : جائزة أفضل صوت في «مهرجان دوالا الدولي للفيلم القصير» عن فيلمها «مزيرية».
- 2011 : تكريم فخري في مسابقة سينموديفيلم السينمائية عن فيلم «نك»
- 2011 : حصدت فيلمها «نك» جوائز أفضل تصميم إنتاج وأفضل ممثل وأفضل صورة وأفضل فيلم في «مهرجان دوالا الدولي للفيلم القصير».
- 2014 : جائزة لجنة التحكيم الخاصة في مهرجان السينما الإفريقية بخريبكة المغربية عن فيلمها الطويل الأول واكا.[7]
- 2014 : جائزة ديكالو التشجيعية لأول فيلم روائي طويل في مهرجان عموم إفريقيا لمهرجان كان.[8]
- 2021 : ترشيح الفيلم الطويل الثاني "Enterrés" عن فئة الأفلام الوثائقية الطويلة في المهرجان الأفريقي للسينما والتلفزيون في واغادوغو.
- 2021 : ترشيح الفيلم الطويل الثاني "Enterrés" في مهرجان ديربان السينمائي الدولي في جنوب أفريقيا.